# 関東礦油
関東礦油株式会社（かんとうこうゆ、英文名称KANTO KOYU Co.,Ltd.）は、出光興産の特約店としてガソリンスタンドの運営を行う企業。

## 沿革
- 1930年 - 東京市四谷区（当時）にて、関東礦油商会として発足。
- 1936年10月 - 株式会社に改組。
- 1949年4月 - 昭和石油（現出光興産）の特約店となる。
- 1956年7月 - 昭和四日市石油四日市製油所建設とともに、同市に子会社鈴鹿産業株式会社設立
- 1963年1月 - 群馬県高崎市に油槽所開設。
- 1975年7月 - 群馬県吾妻郡長野原町に子会社西部礦油株式会社を設立
- 1977年9月 - 都内に子会社エスワン石油株式会社を設立
- 1986年4月 - 子会社株式会社コウショウを設立
- 1986年12月 - エスワン石油株式会社を株式会社キャラバンに商号変更、コンビニエンスストア分野へ事業進出
- 1997年7月 - 鈴鹿産業株式会社と合併
- 2000年12月 - 茨城県内で8店舗を展開していた稲葉石油の事業譲渡を受ける。
- 2004年12月 - 直売部門を分離し、昭石商事と新会社に合併統合。（関東礦油エネルギー株式会社）
- 2007年12月 - SS事業から撤退した松田商店の事業譲渡を受ける。
- 2009年10月 - 大昭石油を関東礦油ホームエナジーに商号変更、ヤハタ石油が関東礦油ホームエナジーに吸収合併。
- 2013年3月 - 本社を港区芝大門2-1-16 芝大門MFビルに移す。
- 2016年8月 - 太陽光発電事業を開始

## 直営店
- 東京都 - 10店舗
- 神奈川県 - 13店舗
- 埼玉県 - 2店舗
- 群馬県 - 13店舗
- 茨城県 - 14店舗
- 三重県は撤退